# История Объединённых Арабских Эмиратов
История ОАЭ охватывает много веков, хотя собственно это государство возникло лишь в 1971 году.

## Древняя и средневековая история
Каменные орудия, датируемые возрастом более 300 000 л. н., найдены при обследовании местности вокруг горы Джабаль-Хафит.
Древнейшим местом обитания человека разумного в Объединённых Арабских Эмиратах предположительно считается местонахождение Джебель-Файя, расположенное в часе езды от Шарджи. Учёные из Тюбингенского университета оценивают возраст примитивнейших каменных орудий из нижних слоёв стоянки Джебель-Файя в 125—100 тыс. лет (термолюминесцентный метод) и предполагают, что эти представители Homo sapiens проникли на Аравийский полуостров через Баб-эль-Мандебский пролив. Однако позже, эта популяция могла вернуться обратно в Африку ок. 90 тыс. л. н., из-за неблагоприятных климатических условий. Каменные орудия, обнаруженные в слоях возрастом 90—40 тыс. лет, схожи с более совершенными орудиями людей, живших в Леванте и горах Загрос. Также археологи находили здесь артефакты, относящиеся к неолиту, железному и бронзовому векам. Костных останков людей в Джабаль-Файя обнаружено не было.
Руины зданий на острове Гага (Ghagha Island) недалеко от Абу-Даби имеют возраст больше 8,5 тыс. лет, что на 500 лет древнее здания на острове Марава (Marawah Island).
В VII веке небольшие шейхства, располагавшиеся вдоль южного побережья Персидского залива и северо-западного побережья Оманского залива, вошли в состав Арабского халифата, распространившего среди местных жителей ислам. В этот период возникли города Дубай, Шарджа, Эль-Фуджейра. По мере ослабления Халифата шейхства получали всё большую автономию. В X-XI веках восточная часть Аравийского полуострова входила в состав государства карматов, а после его распада попала под влияние Омана.
В конце XV века в регионе возникло европейское влияние. Португалия сумела первой из западных держав закрепиться на полуострове, установив контроль над Бахрейном и Джульфаром а также над Ормузским проливом. 
С XVIII века население прибрежных арабских княжеств, занимавшееся главным образом торговлей, втянулось в борьбу с Великобританией, корабли которой монополизировали грузоперевозки между портами Персидского залива и лишили жителей главного источника существования. Это привело к непрекращающимся конфликтам между Ост-Индской компанией и местным арабским населением, которое англичане называли пиратами, а район княжеств — «Пиратским берегом».

## Британский протекторат
Попытки британской Ост-Индской компании установить в 1806 году договорные отношения с правителями «Пиратского Берега» были неудачными, после чего в течение 15 лет флот Ост-Индской компании осуществлял карательные экспедиции против местных пиратов. В 1809 году британцы разорили порт Рас-эль-Хайма, главную базу Хасана бин Рахма аль-Касими, и сожгли его пиратскую флотилию. 
Но в течение следующего десятилетия аль-Касими восстановил свой флот. Британцев он больше не трогал, однако продолжил нападать на индийские торговые суда. Поэтому в 1819 году британцы провели вторую карательную экспедицию против аль-Касими, а помощь им оказали султан Маската, Омана и Занзибара Саид ибн Султан, которому британцы предложили подчинить себе Пиратский берег. После того как аль-Касими признал поражение, британцам подчинились и другие правители Пиратского берега. В 1820 году им всем был навязан так называемый Генеральный договор о мире, после чего Пиратский берег стали называть Договорным Оманом. 
На территории княжеств были созданы английские военные базы. Политическую власть осуществлял британский политический агент. Тем не менее, установление британского протектората не привело к разрушению традиционной для региона патриархальной системы. Местные жители продолжали держаться древних традиций. Они не могли оказать серьёзного сопротивления колонизаторам в силу своей малочисленности и постоянных междоусобиц между различными племенами.
Доминирующим племенем на этих территориях являлось и является племя Бани-яз, которое изначально населяло плодородные оазисы Эль-Лива и Эль-Айн. В 1833 года одно из колен Бани-яз — род Мактумов — мигрировало из оазисов и обосновалось в Дубае, провозгласив независимость города. Так была основана династия Аль Мактум, которая правит эмиратом Дубай по сей день.
В начале 1920-х годов в Договорном Омане развернулась борьба за независимость, достигшая особого размаха в Шардже и Рас-эль-Хайме. В это же время произошло переломное событие в истории Эмиратов и всего Ближнего востока — в Персидском заливе были открыты богатейшие запасы нефти.
В 1922 году англичане установили контроль за правом шейхов предоставлять концессии на разведку и добычу нефти. Однако в Договорном Омане нефтедобыча не велась и основной доход княжествам приносила торговля жемчугом. С началом добычи нефти в 1950-х в регион начался приток иностранных инвестиций, доходы от торговли нефтью позволили существенно поднять уровень жизни местного населения. Но княжества оставались под британским протекторатом, против которого в 1964 году выступила Лига арабских государств, декларировавшая право арабских народов на полную независимость. В 1968 году, после обнародования решения правительства Великобритании о намерении вывести до конца 1971 года британские войска из районов, расположенных восточнее Суэцкого канала, в том числе из государств Персидского залива, княжества подписали соглашение об образовании Федерации арабских княжеств Персидского залива. Верховный совет Федерации 22 октября 1969 года избрал первым президентом Федерации эмира княжества Абу-Даби шейха Заида ибн Султана Аль Нахайяна.
В эту федерацию должны были войти Бахрейн и Катар, но позднее они образовали самостоятельные государства.

## Независимое государство
2 декабря 1971 года шесть из семи эмиратов Договорного Омана объявили о создании федерации под названием Объединённые Арабские Эмираты. Седьмой эмират, Рас-эль-Хайма, присоединился к ней в 1972 году.
В 1974 году было заключено соглашение с Саудовской Аравией об урегулировании пограничного спора. По этому соглашению эмират Абу-Даби уступал Саудовской Аравии часть своей территории, а также предоставлял коридор через свою территорию для транспортировки нефти и в военных целях и обязался совместно осваивать район Эд-Дафра. Взамен Саудовская Аравия отказалась в пользу ОАЭ от притязаний на оазисы Эль-Бурайми, Эль-Лива, а также на ряд других территорий.
В 1978—1979 годах был пограничный конфликт с Оманом.
Предоставление независимости совпало с резким скачком цен на нефть и нефтепродукты, вызванным жёсткой энергетической политикой Саудовской Аравии, что облегчило новому государству самостоятельные шаги в области экономики и внешней политики. Благодаря доходам от нефти и умелому вложению средств в развитие промышленности, сельского хозяйства, образованию многочисленных свободных экономических зон Эмираты в самые короткие сроки смогли достигнуть относительного экономического благополучия. Получили значительное развитие сфера туризма и финансов.
В 1990—1991 годах войска Объединённых Арабских Эмиратов приняли участие в освобождении Кувейта.